# Yukari Itō
Yukari Itō  (伊東 ゆかり?, Yukari Itō), pseudonimo di Nobuko Itō (伊東 信子?, Nobuko Itō), (Tokyo, 6 aprile 1947) è una cantante giapponese.

## Biografia

### Gli inizi
Figlia d'arte, ha il padre come insegnante di canto.

### Sanremo 1965
Nel 1965 è la prima artista nipponica ad approdare al Festival di Sanremo, interpretando in abbinamento con Beppe Cardile L'amore è partito. Poi, con Bruno Filippini, il brano L'amore ha i tuoi occhi, che raggiunge la serata finale.
Nello stesso anno partecipa alla Mostra internazionale di musica leggera con Poco dopo.
Nel 1967 è in testa alle classifiche mondiali con il brano Koi no shizuku, composto da Hireo Maasaki.